# Schallsignal (Schifffahrt)
Schallsignale in der Schifffahrt sind zu unterscheiden zwischen Seeschifffahrt (Meere und Ozeane) und Binnenschifffahrt (Flüsse, Kanäle, Seen).

## Seeschifffahrt
Die Schallsignale der Seeschifffahrt sind international in den Kollisionsverhütungsregeln (KVR, COLREGS) als Gefahrensignale, Warnsignale und Manövriersignale festgelegt, in deutschen Gewässern darüber hinaus durch die Seeschifffahrtsstraßen-Ordnung (SeeSchStrO), der Schifffahrtsordnung Emsmündung (EmsSchO) bzw. der Binnenschifffahrtsstraßen-Ordnung.
Neben den hier behandelten Signalen der Schiffe sind auch einige Schifffahrtszeichen mit Nebelhörnern, Nebelglocken oder Heulern ausgerüstet, um die Navigation bei schlechter Sicht zu ermöglichen.

### Signalgeber
Signale werden mit einer „Pfeife“ (histor.: Dampfpfeife auch Nebelhorn) abgegeben; heute handelt es sich hier meist um ein Typhon. Als weitere Schallgeber im Nebel sind z. B. für Ankerlieger und Grundsitzer Schiffsglocke und Gong vorgeschrieben.
Deutschem Recht unterliegende Schiffe sind mit Schallgebern auszurüsten, die durch das Bundesamt für Seeschifffahrt und Hydrografie (BSH) geprüft sind und eine Zulassungsnummer tragen.
Bei Schiffen und Booten unter 12 m Länge sind auch Autohupen und ähnliches zulässig.
Schiffe ab 20 m Länge sind zusätzlich mit einer Glocke, ab 100 m Länge mit einem Gong am Heck auszurüsten.

### Tondauer
Ein kurzer Ton ● dauert etwa eine Sekunde. Ein langer Ton ▬ dauert etwa vier bis sechs Sekunden.

### Signale bei verminderter Sicht
„Verminderte Sicht“ bedeutet Sichteinschränkung durch Nebel, Regen, und so weiter; bei Nacht herrscht nicht notwendigerweise verminderte Sicht.
„Schiffe in Fahrt“ sind alle Schiffe, die nicht ankern, nicht festgemacht sind und nicht auf Grund liegen; sie können aber durchaus ohne Nutzung der Maschine treiben.
„Manövrierunfähig“ ist ein Fahrzeug, wenn es wegen eines Schadens nicht wie sonst vorgeschrieben navigieren kann.
„Manövrierbehindert“ ist ein Fahrzeug, wenn es wegen der Art seines Einsatzes nicht frei navigieren kann (z. B. ein Baggerschiff).
Schiffe in Fahrt müssen bei verminderter Sicht mindestens alle zwei Minuten folgende Signale abgeben:
| Signal                   |                 | Bedeutung |
| ------------------------ | --------------- | --- |
| lang                     | ▬               | Maschinenfahrzeug in Fahrt mit Fahrt durchs Wasser, mind. alle 2 Minuten (KVR 35 a) |
| lang, lang               | ▬               | Maschinenfahrzeug in Fahrt ohne Fahrt durchs Wasser (d. h. treibend), mind. alle 2 Minuten (KVR 35 b) |
| lang, kurz, kurz         | ▬ ● ●           | segelnde, schleppende, schiebende, manövrierunfähige und tiefgangbehinderte Fahrzeuge in Fahrt; manövrierbehinderte und fischende Fahrzeuge in Fahrt oder vor Anker, mind. alle 2 Minuten (KVR 35 c, d)   |
| lang, kurz, kurz, kurz   | ▬ ● ● ●         | geschleppte/geschobene Fahrzeuge im Anschluss an das Signal des schleppenden/schiebenden Fahrzeugs (KVR 35 e)                                                                                             |
| kurz, lang, lang         | ● ▬             | frei fahrende Fähre (fortlaufend während der gesamten Fahrt) (SeeSchStrO II.2 3.3.2) |
| Glocken-Einzelschläge    | 🔔 🔔 🔔 🔔 ... | nicht frei fahrende Fähre (fortlaufend während der gesamten Fahrt) (SeeSchStrO II.2 3.3.1) |
| unverwechselbares Signal | ...             | Fahrzeuge unter 12 m Länge, die die vorgeschriebenen Schallsignale nicht geben können, geben mind. alle 2 Minuten ein kräftiges Schallsignal ab, das nicht mit anderen verwechselt werden kann (KVR 35 j) |

### Ankerlieger
| Signal                   |                | Bedeutung |
| ------------------------ | -------------- | --- |
| lang (mind. 5 sec)       | 🔔...🔔        | Ankerlieger ab 20 m bis 100 m Länge einmal pro Minute ein mind. 5 s dauerndes Glockensignal (KVR 35 g)                                                                                                  |
| lang (mind. 5 sec)       | 🔔...🔔 + Gong | Ankerlieger ab 100 m Länge einmal pro Minute ein mind. 5 s dauerndes Glockensignal, direkt im Anschluss mind. 5 s lang Gongschlagen am Heck (KVR 35 g)                                                  |
| Pfeife: kurz, lang, kurz | ● ▬ ●          | Jeder Ankerlieger darf zusätzlich mit der Pfeife das Warnsignal kurz, lang, kurz geben, um ein sich näherndes Fahrzeug auf sich aufmerksam zu machen. (KVR 35 g)                                        |
| unverwechselbares Signal | ...            | Fahrzeuge mit weniger als 20 m Länge, die die vorgeschriebenen Schallsignale nicht geben können, geben mind. alle 2 Minuten ein kräftiges Schallsignal ab, das nicht verwechselt werden kann (KVR 35 i) |

### Grundsitzer
| Signal                               | Bedeutung |
| ------------------------------------ | --- |
| 🔔 🔔 🔔 + 🔔...🔔 + 🔔 🔔 🔔        | Grundsitzer bis 100 m Länge einmal pro Minute 3 Glockenschläge, 5 s rasches Glockenläuten gefolgt von 3 Glockenschlägen (KVR 35 h)                                                                                    |
| 🔔 🔔 🔔 + 🔔...🔔 + 🔔 🔔 🔔 + Gong | Grundsitzer ab 100 m Länge einmal pro Minute 3 Glockenschläge, 5 s rasches Glockenläuten, 3 Glockenschläge gefolgt von 5 s raschem Gongschlagen am Heck (KVR 35 h)                                                    |
| unverwechselbares Signal             | Grundsitzer mit weniger als 20 m Länge, die die vorgeschriebenen Schallsignale nicht geben können, geben mind. alle 2 Minuten ein kräftiges Schallsignal ab, das mit anderen nicht verwechselt werden kann (KVR 35 i) |

### Manöversignale
| Signal                 |           | Bedeutung |
| ---------------------- | --------- | --- |
| kurz                   | ●         | Ich ändere meinen Kurs nach Steuerbord (KVR 34 a)                                                                                                 |
| kurz, kurz             | ● ●       | Ich ändere meinen Kurs nach Backbord (KVR 34 a)                                                                                                   |
| kurz, kurz, kurz       | ● ● ●     | Meine Maschine geht rückwärts (KVR 34 a) |
| 5 × kurz               | ● ● ● ● ● | Ich habe Zweifel an Ihrem Verhalten (KVR 34 d) |
| lang                   | ▬         | Achtung! (z. B. an unübersichtlichen Engstellen, Biegungen) – Fahrzeuge hinter der Engstelle antworten mit „lang“ (KVR 34 e, SeeSchStrO II.2 1.1) |
| lang, lang, kurz       | ▬ ●       | Ich will auf Ihrer Steuerbordseite überholen (KVR 34 c)                                                                                           |
| lang, lang, kurz, kurz | ▬ ●       | Ich will auf Ihrer Backbordseite überholen (KVR 34 c)                                                                                             |
| lang, kurz, lang, kurz | ▬ ● ▬ ●   | Antwort vom zu Überholenden: Einverstanden (KVR 34 c)                                                                                             |

### Gefahren- und Warnsignale
| Signal                       |                     | Bedeutung |
| ---------------------------- | ------------------- | --- |
| 3× kurz, 3× lang, 3× kurz    | ● ▬ ●               | Seenotfall (Morsecode „SOS“) (KVR IV d)                                                                                          |
| Dauerton                     | ...                 | Seenotfall (KVR IV b) |
| lang, 4× kurz, lang, 4× kurz | ▬ ● ● ● ● ▬ ● ● ● ● | Allgemeines Warn- und Gefahrensignal (wenn ein Fahrzeug ein anderes gefährdet oder von ihm gefährdet wird) (SeeSchStrO II.2 2.1) |
| kurz, lang, kurz, lang ...   | ● ▬ ● ▬ ● ▬ ...     | Bleib-weg-Signal (min. 15 Min.) (SeeSchStrO II.2 2.2)                                                                            |

### Sonstige Signale
| Signal                  |               | Bedeutung |
| ----------------------- | ------------- | --- |
| 3× lang, Pause, 3× lang | ▬ ▬ Pause ▬ ▬ | Seeschifffahrtsstraße gesperrt (SeeSchStrO I C.3)                                                                              |
| kurz, kurz, kurz, kurz  | ●             | Brücke, Sperrwerk, Schleuse kann vorübergehend nicht geöffnet werden, Fahrt unterbrechen, Freigabe abwarten (SeeSchStrO I C.2) |
| kurz, lang, kurz, kurz  | ● ▬ ● ●       | Sofort anhalten/aufstoppen! (Aufforderung durch ein Behördenfahrzeug, z. B. Polizei) (SeeSchStrO I C.1)                        |

## Binnenschifffahrt
| Signal                                                 |                               | Bedeutung                                                           |
| ------------------------------------------------------ | ----------------------------- | ------------------------------------------------------------------- |
| lang                                                   | ▬                             | Achtung                                                             |
| kurz                                                   | ●                             | Ich richte meinen Kurs nach Steuerbord                              |
| kurz, kurz                                             | ● ●                           | Ich richte meinen Kurs nach Backbord                                |
| kurz, kurz, kurz                                       | ● ● ●                         | Meine Maschine geht rückwärts                                       |
| kurz, kurz, kurz, kurz                                 | ● ● ● ●                       | Ich bin manövrierunfähig                                            |
| kurz, kurz, kurz, kurz, kurz                           | ● ● ● ● ●                     | Ich kann nicht überholt werden                                      |
| kurz, kurz, kurz, kurz, kurz, kurz ...                 | ● ● ● ● ● ● ...               | Gefahr eines Zusammenstoßes (mind. 6 sehr kurze Töne)               |
| lang, lang, lang, lang ... Gruppen von Glockenschlägen | ▬ ▬ ... 🔔...🔔 🔔...🔔 🔔... | Notsignal (Wiederholte lange Töne oder Gruppen von Glockenschlägen) |
| kurz, lang, kurz, lang ...                             | ● ▬ ● ▬ ● ▬ ...               | Bleib-weg-Signal (min. 15 Min.)                                     |

Schallsignale der Großschifffahrt (ohne Kleinfahrzeuge)
| Signal                       |     | Bedeutung                                                                  |
| ---------------------------- | --- | -------------------------------------------------------------------------- |
| lang, kurz                   | ▬ ● | Ich wende über Steuerbord                                                  |
| lang, kurz, kurz             | ▬ ● | Ich wende über Backbord                                                    |
| lang, lang, kurz             | ▬ ● | Ich will auf Ihrer Steuerbordseite überholen                               |
| lang, lang, kurz, kurz       | ▬ ● | Ich will auf Ihrer Backbordseite überholen                                 |
| lang, lang, lang, kurz       | ▬ ● | Hafen oder Nebenwasserstraße; Ich will meinen Kurs nach Steuerbord richten |
| lang, lang, lang, kurz, kurz | ▬ ● | Hafen oder Nebenwasserstraße; Ich will meinen Kurs nach Backbord richten   |
| lang, lang, lang             | ▬   | Ich will überqueren                                                        |